# Nasal dental sonora
La nasal dental sonora es un tipo de sonido consonántico, utiliza en algunos idiomas hablados. El símbolo en el Alfabeto Fonético Internacional que representa este sonido es ⟨n̪⟩.

## Características
Características de la nasal dental:
- Su lugar de articulación es dental , lo que significa que se articula con la punta o la lámina de la lengua en los dientes superiores , denominados apical y laminal respectivamente .
- Su tipo de fonación es sonora, que significa que las cuerdas vocales vibran durante la articulación.
- Es una consonante nasal, lo que significa que el aire escapa a través de la nariz.
- Es una consonante central, que significa que es producida permitiendo al aire fluir por la mitad de la lengua, en vez de los lados.
- El mecánismo de corriente de aire es egresivo pulmónar, que significa que es articulada empujando el aire de los pulmones y a través del tracto vocal, en vez del glotis o la boca.

## Ocurre en
Las consonantes dentales verdaderas son relativamente poco comunes. En las lenguas Romance, Dravídica y Australia, n a menudo se llama "dental" en la literatura. Sin embargo, el contacto más posterior (que es lo que le da a una consonante su sonido distintivo) es en realidad alveolar o denti-alveolar. La diferencia entre las lenguas romances y el inglés no es tanto dónde la lengua hace contacto con el paladar, sino qué parte de la lengua hace el contacto. En inglés es la punta de la lengua (tales sonidos se denominan consonante apical), mientras que en las lenguas romances es la parte plana de la lengua justo encima de la punta (tales sonidos se denominan  laminar).
Sin embargo, hay lenguas con verdadera "n" dental apical (o menos comúnmente laminar). Se encuentra en la lengua sudamericana Mapudungun, donde en realidad es interdental. Un dental verdadero generalmente aparece alofónicamente antes de /θ/ en los idiomas que lo tienen, como en inglés tenth. De manera similar, un alófono denti-alveolar aparecerá en lenguas que tienen oclusivas denti-alveolares, como en español ci'n'ta.
Algunos idiomas contrastan los nasales denti-alveolares laminales y los alveolares apicales. Por ejemplo, en la pronunciación malayalam de "Nārāyanan", la primera "n" es dental, la segunda es retrofleja y la tercera alveolar.
| Idioma             | Palabra        | IPA        | Significado | Notas                                           |
| ------------------ | -------------- | ---------- | ----------- | ----------------------------------------------- |
| inglés             | 'month         | [mʌn̪θ]     | 'mes'       | Interdental. Alófono de /n/ antes de /θ/ y /ð/. |
| Griego             | ά'ν'θος ánthos | [ˈɐn̪θo̞s]   | 'flor'      | Interdental. Alófono de /n/.                    |
| Malayalam          | പന്നി            | [pən̪n̪i]    | 'cerdo'     | Interdental para algunos hablantes.             |
| Mapudungun         |                | [l̪afken̪]   | 'mar, lago' | Interdental.                                    |
| Español Castellano | canción        | [kan̪ˈθjõ̞n] | 'canción'   | Interdental. Alófono de /n/ antes de /θ/.       |

| Idioma              | Idioma                      | Palabra               | IPA                   | Significado           | Notas |
| ------------------- | --------------------------- | --------------------- | --------------------- | --------------------- | --- |
| Bielorruso          | Bielorruso                  | новы                  | [ˈn̪ovɨ]               | 'nuevo'               | Contrasta con la forma palatalizada. |
| búlgaro             | búlgaro                     | жена                  | [ʒɛˈn̪a]               | 'mujer'               | |
| catalán             | catalán                     | cantar                | [kən̪ˈt̪ä(r)]           | 'cantar'              | Alófono de /n/ anterior a /td/. |
| Holandés            | belga                       | 'nicht                | [n̻ɪxt̻]                | 'sobrina', 'prima'    | A veces simplemente alveolar. |
| Francés             | Francés                     | connexion             | [kɔn̻ɛksjɔ̃]            | 'conexión'            | A veces simplemente alveolar. |
| Húngaro             | Húngaro                     | 'nagyi                | [ˈn̪ɒɟi]               | 'abuela'              | |
| Letón               | Letón                       | 'nakts                | [n̪äkt̪s̪]               | 'noche'               | |
| Macedonio           | Macedonio                   | нос                   | [n̪o̞s̪]                 | 'nariz'               | |
| polaco              | polaco                      | 'nos                  | [n̪ɔs̪]                 | 'nariz'               | Alveolar antes de /t͡ʂ d͡ʐ/. |
| Portugués           | General                     | 'nariz                | [n̻ɐˈɾiʃ]              | 'nariz'               | Puede nasalizar vocal anterior (especialmente si está acentuada). Tiene ɲ̟ como alófono, formándose a partir de grupos con j y antes de /i/. |
| Portugués brasileño | Portugués brasileño         | percebe'n'do          | [pe̞ʁse̞ˈbẽn̻u]          | 'percibir'            | Alófono de /d/ después de una vocal nasal acentuada en más variedades estigmatizadas.                                                       |
| Rumano              | Rumano                      | alu'n'ă               | [äˈlun̪ə]              | 'avellana'            | |
| Serbo-Croata        | Serbo-Croata                | студент / stude'n't   | [s̪t̪ǔd̪e̞n̪t̪]             | 'alumno'              | Alofono de /n/ ante /t d s z t͡s/. |
| Español             | La mayoría de los dialectos | Cantar                | [kän̪ˈt̪är]             | 'cantar'              | Alofono de /n/ ante /t d/. |
| Sueco               | Standard central            | 'n'u                  | [n̪ʉ̟ː]                 | 'ahora'               | |
| Uzbeko              | Uzbeko                      | [ ejemplo requerido ] | [ ejemplo requerido ] | [ ejemplo requerido ] | |